# Frans Hals
Frans Hals (oko 1580./84., Antwerpen – 26. kolovoza 1666., Haarlem) je bio nizozemski barokni slikar; uz Rembrandta i Vermeera, najveći slikar tzv. nizozemskog zlatnog stoljeća; portretist, slikar herojskog realizma, koji je po tehnici jedan od preteča impresionizma.

## Životopis
Frans Hals je većinu života proveo u Haarlemu, gdje se njegova obitelj suknara preselila u njegovom djetinjstvu. Tu je živio nemirnim boemskim životom, skrbivši se za obitelj s dvanestoro djece iz dva braka, vječito u novčanim poteškoćama i dugovima, iako mu nije manjkalo narudžbi. 
Naukovao se najprije kod crtača i grafičara, Hendricka Goltziusa, a potom kod Karela van Mandera starijeg, majstora venecijanskog načina slikanja. Nakon što se upoznao s Rubensovim djelima u Antwerpenu, oko 1630-ih, postaje najslavniji slikar portreta. Polovicom 17. st., u vremenu najveće bijede i samoće, njegovo slikarstvo doseže vrhunac. Potkraj života, u tamnoj gustoj gami boja, slika skupne portrete upravitelja i upraviteljica haarlemske ubožnice, u kojoj je proveo posljednje dane.
Halsovi učenici su bili i petorica njegovih sinova (Harmen, Johannes Frans Mlađi, Reynier i Claes), a utjecao je i na mnoge suvremenike (A. Brouwer, J. M. Molenaer i njegova žena Judith Leyster, A. i J. van Ostade, Ph. Wouwerman i V. van der Vinne). Ponovno je otkriven u 19. stoljeću, a njegovoj umjetnosti, a poglavito tehnici, divili su se impresionisti i Vincent van Gogh. O njemu su pisali brojni povjesničari umjetnosti (A. Riegl, Th. luns, G. Bazin, i dr.).

## Djela
Jezgru njegova opusa čine portreti uglednih građana Haarlema, skupni portreti streljačkih skupina Jorisa i Sv. Adrianea, koje je od 1616. godine izradio u nekoliko varijanti, ali i nekovencionalni portreti pijanaca, luda, komedijaša, vračara i ciganki. Na slikama skupnih portreta dolazi do punog izražaja Halsovo majstorsko komponiranje većeg broja likova u čvrste jednostavne i zatvorene kompozicije, izražajno i pronicljivo fiksiranje fizionomija, i bogat koloristički tretman odjeće i detalja. Herojska nota i barokna dinamičnost u Halsovoj realističkoj umjetnosti ostaju uravnotežene i skladne. Slikao najčešće bez pripremnih crteža (alla prima, tj. iz prve) te s vremenom njegova platna postaju više nalik virtuoznim skicama gdje platno treperi od života (Ciganka, Malle Babbe).
- Nasmijani kavalir, 1624., ulje na platnu, 86 x 69 cm, Kolekcija Wallace, London.
- Malle Babe, oko 1630., ulje na platnu, 64 x 75 cm, Staatliche Museen, Berlin.
- Peter van der Broecke, 1633., ulje na platnu, 71 × 61 cm, Kenwood House, London.
- Upraviteljice staračke ubožnice u Haarlemu, 1664., Muzej Fransa Halsa, Haarlem.

## Vanjske poveznice
- Muzej Fransa Halsa u Haarlemu (engl.)
- www.Frans-Hals.org 143 djela Fransa Halsa  Arhivirana inačica izvorne stranice od 22. ožujka 2021. (Wayback Machine)